# Jukk Reintam
Jukk Reintam (ur. 13 listopada 1938 w Tallinnie, zm. 8 sierpnia 1976 w Schleizu) – radziecki kierowca wyścigowy.

## Kariera
Ściganie się rozpoczął w latach 60. Początkowo rywalizował w kartingu w klasie 175 cm³. W 1971 roku został wicemistrzem Estońskiej Formuły 1, zajął również czwarte miejsce w Sowieckiej Formule 2 na Estonii 16M. Rok później został wicemistrzem Sowieckiej Formuły 3, rywalizując nową Estonią 18. W sezonie 1973 był szósty w Pucharze Pokoju i Przyjaźni. W mistrzostwach ZSRR był trzeci. Osiągnięcie to powtórzył w sezonie 1974, wygrywając ponadto wyścig na torze Pirita-Kose-Kloostrimetsa. Został wówczas również mistrzem Estońskiej Formuły 3. W 1975 roku wrócił do Sowieckiej Formuły 2, zajmując trzecie miejsce w klasyfikacji ogólnej.
Zmarł 8 sierpnia 1976 roku podczas treningu na torze w Schleizu podczas treningu przed wyścigiem rozgrywanym w ramach Pucharu Pokoju i Przyjaźni.

## Wyniki w Sowieckiej Formule 3
| Legenda oznaczeń w tabelach wyników Wyświetl szablon na nowej stronie | Legenda oznaczeń w tabelach wyników Wyświetl szablon na nowej stronie                                                                     |
| Oznaczenie                                                            | Wyjaśnienie |
| --------------------------------------------------------------------- | --- |
| Złoty                                                                 | Zwycięzca lub mistrzostwo |
| Srebrny                                                               | 2. miejsce lub wicemistrzostwo |
| Brązowy                                                               | 3. miejsce lub II wicemistrzostwo |
| Zielony                                                               | Ukończył, punktował (w klasyfikacji generalnej, gdy zdobył co najmniej jeden punkt na przestrzeni sezonu, poza trzema powyższymi opcjami) |
| Niebieski                                                             | Ukończył, nie punktował (w klasyfikacji generalnej, gdy nie zdobył co najmniej jednego punktu na przestrzeni sezonu)                      |
| Czerwony                                                              | Nie zakwalifikował się (NZ) |
| Czerwony                                                              | Nie prekwalifikował się (NPK) |
| Różowy                                                                | Nie ukończył (NU) |
| Różowy                                                                | Niesklasyfikowany (NS) (w klasyfikacji generalnej, gdy nie został sklasyfikowany w żadnym wyścigu sezonu)                                 |
| Czarny                                                                | Zdyskwalifikowany (DK) |
| Czarny                                                                | Wykluczony (WYK/EX) |
| Biały                                                                 | Nie wystartował (NW) |
| Biały                                                                 | Kontuzjowany (K/INJ) |
| Biały                                                                 | Wyścig odwołany (OD/C) |
| Bez koloru                                                            | Został wycofany (WYC/WD) |
| Bez koloru                                                            | Nie przybył (NP/DNA) |
| Bez koloru                                                            | Nie brał udziału w treningach (NT/DNP) |
| Bez koloru                                                            | Nie został zgłoszony (–) |
| Pogrubienie                                                           | Start z pole position |
| Kursywa                                                               | Najszybsze okrążenie wyścigu |
| †                                                                     | Nie ukończył, ale jego rezultat został zaliczony ze względu na przejechanie więcej niż 90% dystansu wyścigu.                              |
| *                                                                     | Sezon w trakcie |
| 1/2/3                                                                 | Punktowana pozycja w sprincie kwalifikacyjnym                                                                                             |
| Lista systemów punktacji Formuły 1                                    | |

| Rok  | Zespół        | Samochód    | Silnik | Wyniki w poszczególnych eliminacjach | Wyniki w poszczególnych eliminacjach | Wyniki w poszczególnych eliminacjach | Wyniki w poszczególnych eliminacjach | Pkt. | Msc. |
| ---- | ------------- | ----------- | ------ | ------------------------------------ | ------------------------------------ | ------------------------------------ | ------------------------------------ | ---- | ---- |
| 1972 |               |             |        |                                      |                                      |                                      |                                      | 225  | 2    |
| 1972 | Kalev Tallinn | Estonia 18  | Łada   | 2                                    | 3                                    | 4                                    |                                      | 225  | 2    |
| 1973 |               |             |        |                                      |                                      |                                      |                                      | 237  | 3    |
| 1973 | Kalev Tallinn | Estonia 18  | Łada   | 3                                    | 3                                    | 3                                    |                                      | 237  | 3    |
| 1974 |               |             |        |                                      |                                      |                                      |                                      | 242  | 3    |
| 1974 | TSK Neptun    | Estonia 18M | Łada   | 1                                    | 2                                    | ?                                    | ?                                    | 242  | 3    |